# Biebesheim am Rhein
Biebesheim am Rhein – miejscowość i gmina w Niemczech, w kraju związkowym Hesja, w rejencji Darmstadt, w powiecie Groß-Gerau, nad Renem.